# Comité Nacional de Fisicoculturismo

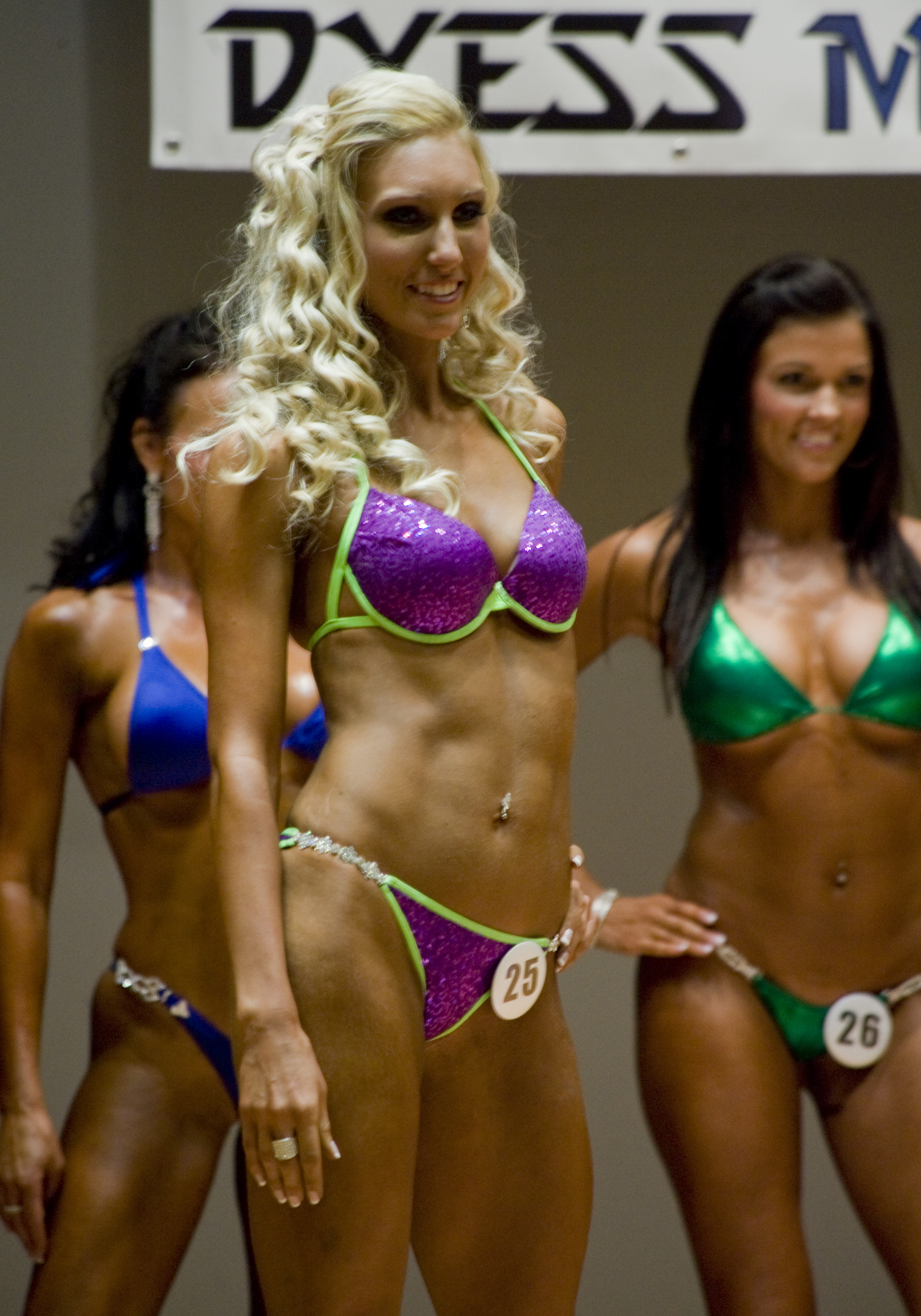
Culturistas participando en un evento organizado por el Comité Nacional de Fisicoculturismo

El Comité Nacional de Fisicoculturismo (NPC) (nombre original en inglés: National Physique Committee) es la mayor organización de culturismo amateur de los Estados Unidos. Los culturistas aficionados compiten en torneos a nivel local e internacionales, regulados por el NPC. Es la única organización amateur reconocida por la Liga Profesional de la Federación Internacional de Fisicoculturismo, organismo sancionador de los mayores concursos profesionales del mundo, como Mister Olympia, Ms. Olympia, Arnold Sports Festival y Legion Sports Fest. Para llegar a ser un atleta profesional de la IFBB, un atleta debe competir en un concurso profesional organizado por dicha federación, como el Campeonato Nacional de la NPC o el Campeonato Estadounidense de la NPC. El estatus de profesional se otorgará a los atletas mejor clasificados.
Aunque el término culturismo se utiliza comúnmente para referirse a los atletas que participan en concursos sancionados por la NPC y la IFBB PRo League, hay nueve divisiones representadas, incluyendo culturismo masculino, culturismo femenino, bikini, físico masculino, físico clásico, físico femenino, figura, fitness y bienestar.